# Noventa y tres
El noventa y tres (93) es el número natural que sigue al noventa y dos y precede al noventa y cuatro.

## Propiedades matemáticas
- Es un número compuesto, que tiene los siguientes factores propios: 1, 3 y 31. Como la suma de sus factores es 35 < 93, se trata de un número deficiente.
- Un número de pastel.

## Características
- 93 es el número atómico del neptunio.

- Datos: Q31118
- Multimedia: 93 (number) / Q31118